# Kupfer(I)-cyanid
Kupfer(I)-cyanid ist ein grünlichweißes bis weißes Pulver, das in Wasser fast unlöslich ist und bei 473 °C schmilzt.

## Gewinnung und Darstellung
Kupfer(I)-cyanid kann in einer Redoxreaktion aus Kupfersulfat CuSO4 und Natriumcyanid NaCN unter Bildung von Dicyan (CN)2 und Natriumsulfat Na2SO4 hergestellt werden. Die Cu2+-Ionen werden dabei zu Cu+ reduziert während ein Teil der Cyanid-Ionen zu Dicyan oxidiert wird: 
{\displaystyle {\ce {2 CuSO4 + 4 NaCN -> 2 CuCN + (CN)2 + 2 Na2SO4}}}
Bei dieser Reaktion entsteht Kupfer(II)-cyanid als Zwischenprodukt, welches schnell wieder zerfällt:
{\displaystyle {\ce {2 CuSO4 + 4 NaCN -> 2 Cu(CN)2 + Na2SO4 -> 2 CuCN + (CN)2 + 2 Na2SO4}}}

## Verwendung
Kupfer(I)-cyanid wird in der Galvanotechnik verwendet. Bei der Verkupferung und bei der Vermessingung in basischen Bädern wird aus Kupfer(I)-cyanid und Natriumcyanid gebildes NaCu(CN)2 verwendet.
In der organischen Chemie wird es als Quelle für Cyanogruppen für die Herstellung von aromatischen Nitrilen eingesetzt. Dies ist einerseits durch die Rosenmund-von-Braun-Reaktion möglich, wobei ein Brom- oder Iodaromat als Edukt dient, oder durch die Sandmeyer-Reaktion, wobei ein Diazoniumsalz als Edukt dient.
Auch für die Synthese von Organocupraten (Cyanocupraten) wird im Rahmen einer Transmetallierungsreaktion Kupfer(I)-cyanid mit Organolithium-Verbindungen umgesetzt.
{\displaystyle \mathrm {CuCN+2\ BuLi\longrightarrow Bu_{2}CuLi+\ LiCN} }
Reaktion von Kupfer(I)-cyanid und Butyllithium (Bu=Butyl)